# Беатриса Английская
Беатриса Английская (24 июня 1242, Бордо — 24 марта 1275, Лондон) — дочь короля Англии Генриха III и Элеоноры Прованской.

## Биография

### Детство
Беатриса была дочерью короля Англии Генриха III и Элеоноры Прованской. Детство Беатрисы было нервным и полным расстройств из-за правления её отца и непопулярности её матери среди англичан.
Её старший брат Эдуард заболел, когда она была маленькой. Хотя он выздоровел, её младшая сестра Екатерина умерла в возрасте четырёх лет, что разбило сердце её родителям. Екатерина оглохла из-за вероятного врождённого заболевания.
Англичане были недолюбливали короля Генриха III из-за влияния, которое Элеонора и её родственники оказывали на монархию, и бароны требовали большей власти. В 1263 году Элеонора находилась на барже, на которую напали лондонцы. Эта резкая и ярко выраженная неприязнь создала проблемы для Генриха III и его семьи. Но с другой стороны Элеонора и Генрих были счастливы в браке, и Беатриса вместе с братьями и сёстрами росла в любящей атмосфере.

### Брак и дети
Муж: Жан II, будущий герцог Бретани (3/4 января 1239 — 18 ноября 1305). Контракт был заключён 13 октября 1260 года, церемония прошла в ноябре того же года в Сен-Дени и около 25 декабря в Вестминстерском аббатстве. У них было шесть детей:
1. Артур II (25 июля 1261—1312) — герцог Бретани.
2. Жан (1266—17 января 1334) — граф Ришмон (1306—1334).
3. Мария (1268—5 мая 1339). Жена с 1292 Ги III Шатильона графа Сен-Поль.
4. Пьер (1269—июля 1312) — виконт Леона с 1293 года. Принц был увлечён лошадями и влез в долги настолько сильно, что ради удовлетворения своей страсти, вынужден был продать виконтство Леон своему брату Артуру II. Он принимал участие в войнах Фландрии со своим отцом. Пьер погиб, затоптанный лошадью.
5. Бланка (1270—19 марта 1327) — жена Филиппа д’Артуа (1269—1298).
6. Элеонора (1275—16 мая 1342) — монахиня с 1286, аббатиса Фонтевро (1304—1342).

### Смерть
Беатриса умерла 24 марта 1275 года в Лондоне, Англия. Долгое время считалось, что она умерла при родах, но даты не подтверждают эту теорию, которая была опровергнута в нескольких статьях. Иоанн II почтил память жены часовней, которая должна была стать частью большой церкви, строительство которой должно было быть закончено после его смерти, чтобы он и Беатриса снова могли быть вместе. Беатриса была похоронена в церкви Грейфрайерс в Гринвиче, Лондон. Её муж стал герцогом лишь через 11 лет после её смерти, поэтому Беатриса никогда не была герцогиней Бретани.

## Родословная
Её потомками были Елизавета Вудвилл, Анна Клевская и Мария Стюарт.